# Jo Sullivan Loesser
Elizabeth Josephine Sullivan Loesser, née Sullivan le 28 août 1927 à Mounds (Illinois) et morte 28 avril 2019 à New York, est une actrice et chanteuse soprano lyrique américaine.

## Biographie
Elizabeth Josephine Sullivan naît le 28 août 1927 à Mounds de Hessie Boone Sullivan, un contremaître pour un distributeur de bois du Missouri, et de Eileen Celeste (Woods) Sullivan, qui vend des produits cosmétiques. Après avoir obtenu son diplôme de fin d'études secondaires, elle est encouragée à poursuivre une carrière théâtrale. Elle étudie le chant à Saint Louis, où elle joue le rôle de Dorothy dans la production de 1951 du Magicien d'Oz de la Municipal Opera Association. À New York, elle se fait remarquer en train de chanter dans une boîte de nuit et est engagée comme doublure pour le rôle féminin principal, Laurey, dans Oklahoma ! vers la fin de la première représentation à Broadway. Elle se produit ensuite sur scène à quelques reprises, notamment dans Let's Make an Opera, avant d'être choisie pour jouer dans The Threepenny Opera. La production du Théâtre de Lys est saluée par la critique et, bien qu'elle n'a pas été jouée à Broadway, elle reçoit un Tony Award spécial. Elle étudie à l'Actors Studio, auditionne pour des dizaines de rôles et décroche finalement le premier rôle féminin dans The Most Happy Fella, et c'est là qu'elle rencontre Frank Loesser. Tous deux sont encore mariés lorsqu'ils se rencontrent. La pièce est jouée pendant 676 représentations et se termine le 14 décembre 1957. Par la suite, elle donne à Frank Loesser une date limite : L'épouser avant le 1er mai 1959 ou retourner au travail. Ils se marient le 29 avril. Le couple a deux filles, Hannah et Emily. Frank Loesser meurt des suites d'un cancer du poumon en 1969.
Jo Sullivan Loesser meurt le 28 avril 2019 chez elle à New York.